# Vána Bárba
Pour les articles homonymes, voir Barba (homonymie).
Vána Bárba (grec moderne : Βάνα Μπάρμπα) ou Vanna Barba, née Vasiliki Barba le 13 mars 1966  à Ioannina dans la région de l'Épire, est une mannequin et actrice grecque, lauréate du concours Miss Grèce en 1984.

## Biographie
Vána Bárba naît en 1966 à Ioannina dans la région de l'Épire. Elle est couronnée Miss Grèce en 1984 et participe la même année au concours Miss Univers.
En 1985, elle commence une carrière d'actrice et obtient de nombreux rôles dans son pays. En 1991, dans la comédie dramatique italienne Mediterraneo de Gabriele Salvatores qui est lauréate de l'Oscar du meilleur film en langue étrangère, elle joue le rôle d'une prostituée et obtient une nomination au David di Donatello de la meilleure actrice dans un second rôle.

## Filmographie partielle
- 1985 : O roz gatos de Yiannis Hartomatzidis
- 1985 : Πω Πω Μανούλια Μάνα Μου de Takis Vougiouklakis
- 1986 : O prigipas tis karpazias de Vangelis Fournistakis
- 1987 : Vivre dangereusement (Bios + politeia) de Níkos Perákis
- 1989 : Tu m'aimes? (M'agapas) de Yórgos Panoussópoulos
- 1989 : Trelladiko polyteleias de Kostas Karagiannis
- 1991 : Ante Geia de Yorgos Tsemberopoulos
- 1991 : Mediterraneo de Gabriele Salvatores
- 1996 : Me ton Orfea ton Avgousto de George Zervoulakos
- 1998 : Monaxia mou, ola... de Dimitris Panayiotatos
- 2011 : Oi ippeis tis Pylou de Nikos Kalogeropoulos

## Prix et distinctions
- Miss Grèce 1984.